# Комиссаржевская, Вера Фёдоровна
Ве́ра Фёдоровна Комиссарже́вская, Коммиссаржевская (27 октября [8 ноября] 1864, Санкт-Петербург — 10 [23] февраля 1910, Ташкент) — русская актриса, одна из самых знаменитых петербургских артисток Серебряного века; старшая дочь оперного певца Фёдора Петровича Комиссаржевского, сестра актрисы Надежды Скарской и режиссёра Фёдора Фёдоровича Комиссаржевского. Первая исполнительница (в 1896) роли Нины Заречной в комедии Антона Чехова «Чайка», организатор и руководительница именного «Драматического театра» в Петербурге (1904—1909).

## Биография

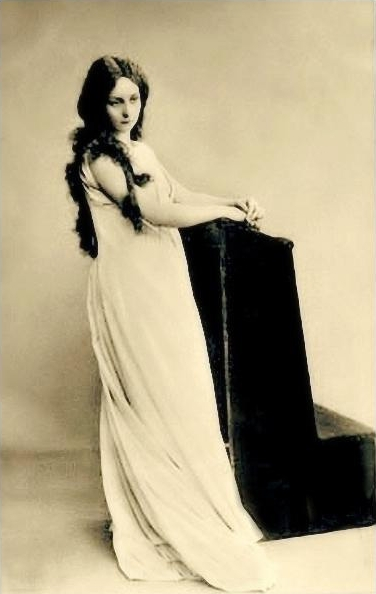
Вера Комиссаржевская в роли Дездемоны («Отелло» Шекспира)

Вера Фёдоровна Комиссаржевская (а правильнее — Коммиссаржевская) родилась в Санкт-Петербурге 27 октября (8 ноября)  1864 года; старшая из трёх дочерей оперного артиста и педагога Фёдора Петровича Комиссаржевского в первом браке с Марией Николаевной Шульгиной, дочерью генерала Преображенского полка.
В 1891 году в Санкт-Петербурге Вера Комиссаржевская впервые выступила на любительской сцене в Морском собрании Флотского экипажа в роли Зины (пьеса «Горящие письма» П. П. Гнедича). Её сценическому дебюту предшествовали занятия с известным актёром Александринского театра В. Н. Давыдовым. Затем Комиссаржевская начала принимать участие в спектаклях Общества искусства и литературы (Москва), руководимого К. С. Станиславским.
Исполнением роли Бетси в «Плодах просвещения» (1891) Комиссаржевская обратила на себя внимание деятелей профессионального театра. Она была приглашена в Новочеркасск в антрепризу Н. Н. Синельникова (играла в 1893—1894 годах) на роли «инженю» и водевильные роли с пением.
Весёлостью, живостью, неподдельным юмором было проникнуто исполнение Комиссаржевской ролей в одноактных пьесах и водевилях.
В 1894—1896 годах Комиссаржевская работала в Вильно в антрепризе К. Н. Незлобина, сыграв в это время около 60 ролей: Рози («Бой бабочек» Г. Зудермана), Лариса («Бесприданница» А. Н. Островского), Луиза («Коварство и любовь» Шиллера), Софья («Горе от ума» А. С. Грибоедова), Клерхен («Гибель Содома» Зудермана) и др.

### Александринский театр
В 1896 году Комиссаржевская поступает на сцену Александринского театра. Первый шумный успех приходит к ней после роли Ларисы в «Бесприданнице». Затем последовали роли Нины Заречной в чеховской «Чайке», Марикки в пьесе «Огни Ивановой ночи» Зудермана, Маргариты в «Фаусте» и другие.

### Открытие Драматического театра

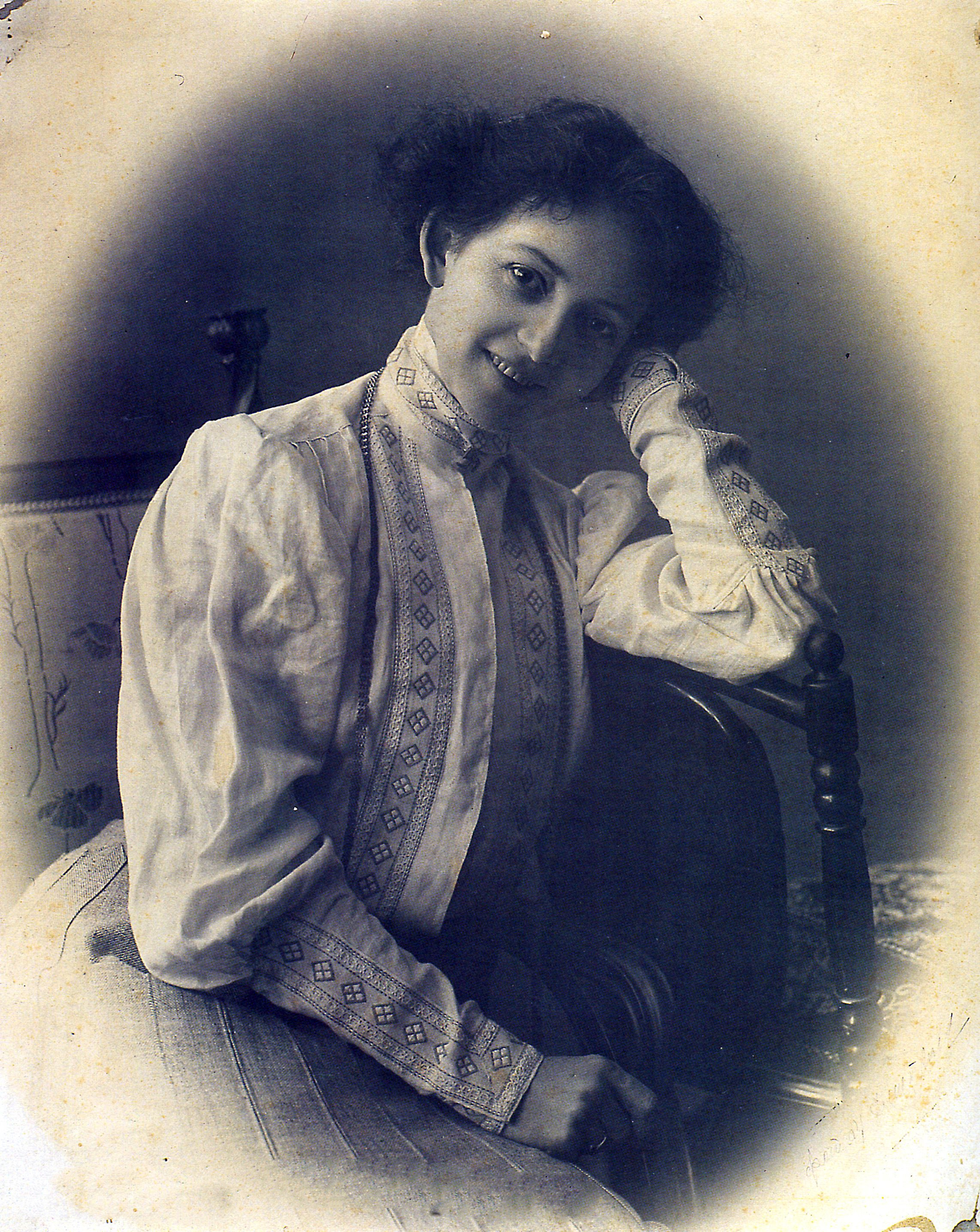
Вера Комиссаржевская

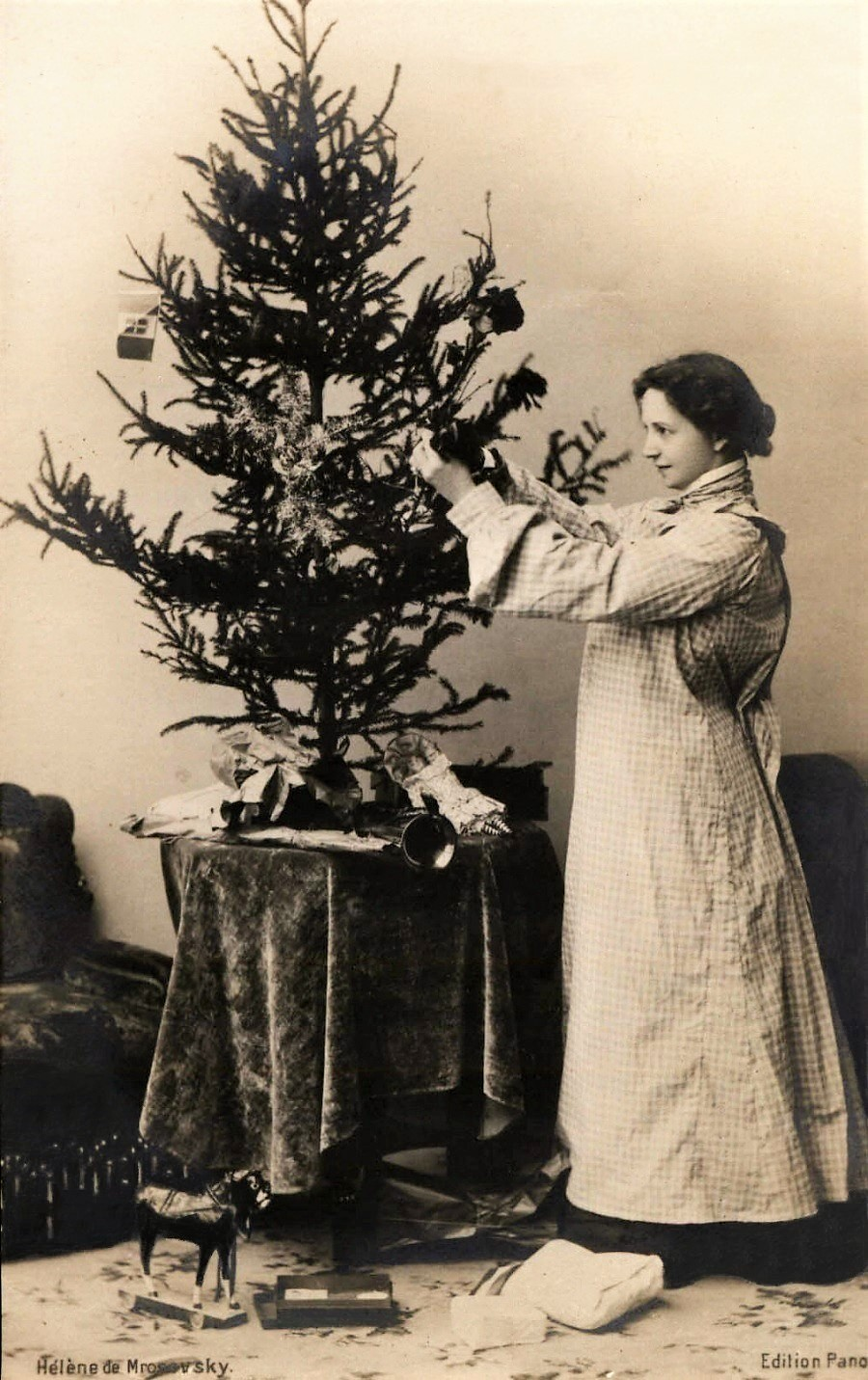
Вера Комиссаржевская в роли Норы («Кукольный дом» Ибсена)

Оставив сцену Александринского театра, два сезона Комиссаржевская провела в поездках по провинции, где и раньше ежегодно гастролировала. Целью этого двухгодичного турне стал сбор средств для собственного театра.
В это время Комиссаржевская косвенно поучаствовала в революционном движении. На деньги, вырученные от её благотворительного выступления, было закуплено оборудование для нелегальной бакинской типографии «Нина», в которой с 1901 по 1906 годы печатались брошюры социал-демократической, социал-революционной и других антиправительственных партий.
Комиссаржевская открыла собственный Драматический театр (в здании современного торгового центра «Пассаж») 15 сентября 1904 года. Первые несколько лет постановочную часть театра возглавлял брат В. Ф. Комиссаржевской Федор Комиссаржевский. Основу репертуара составляли произведения Ибсена, Чехова и Островского.
С 1906 года режиссёром-постановщиком в Драматическом театре Комиссаржевской работает В. Э. Мейерхольд. За один сезон он выпустил 13 спектаклей, однако после нескольких провалов Комиссаржевская предложила ему уйти. После разрыва с Мейерхольдом в театр был приглашен поэт-символист В. Я. Брюсов, но и это сотрудничество не было удачным.

### Последние годы

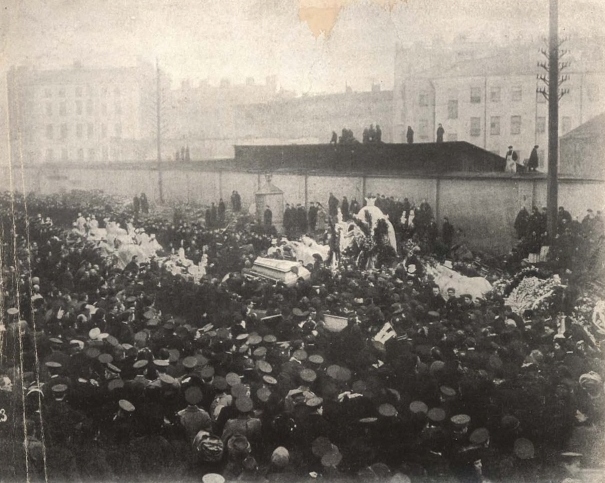
Похороны Комиссаржевской

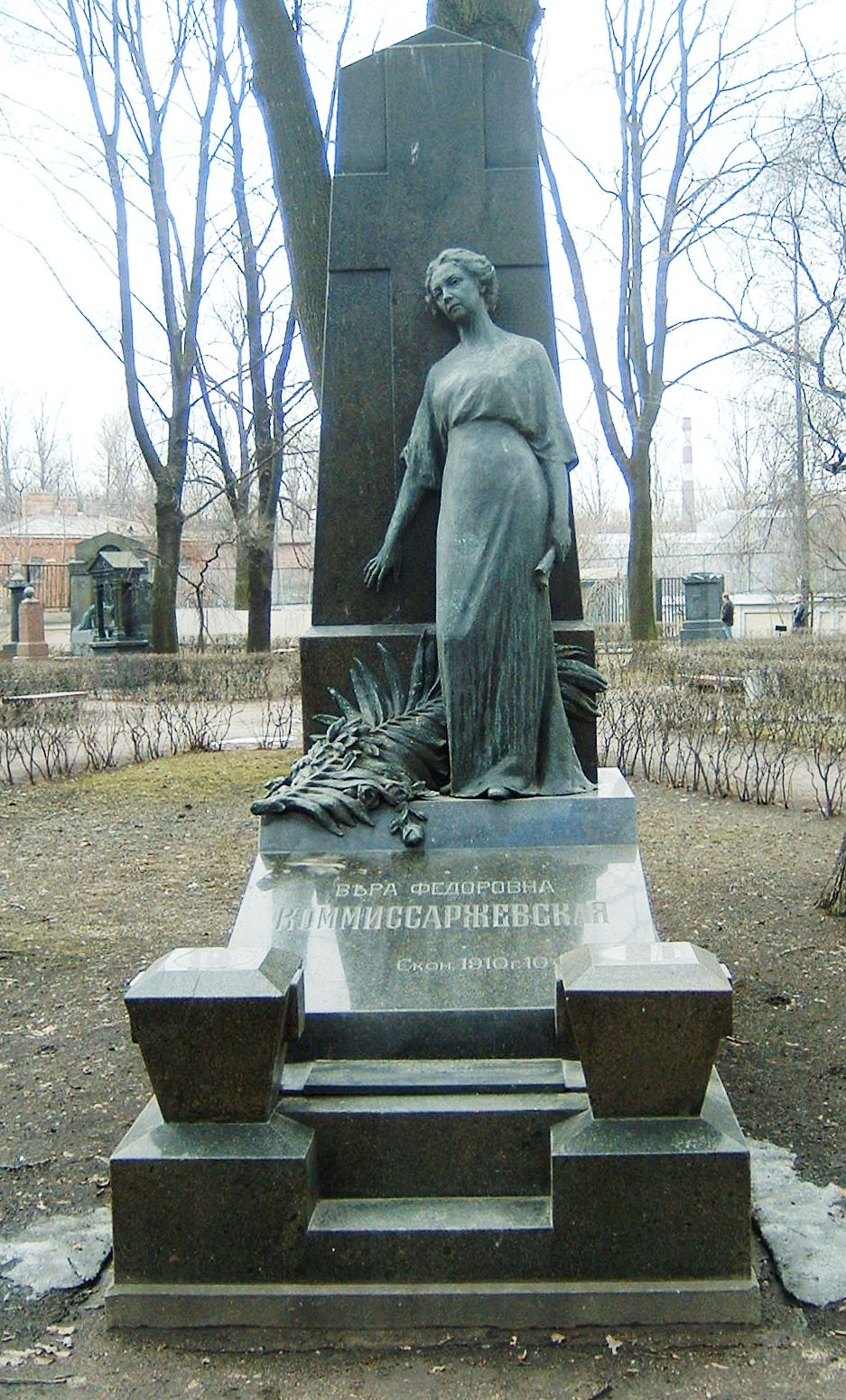
Могила Комиссаржевской на Тихвинском кладбище в Петербурге. Скульптор — Мария Диллон

В 1909 году разочарование Комиссаржевской собственным театром заставило принять её непростое решение: покинуть его. У Веры Фёдоровны появилась новая мечта — создать театральную школу. Перед этим она отправилась на гастроли, которые оказались последними в её жизни.
Умерла Комиссаржевская в Ташкенте от оспы во время своих гастролей 10 (23) февраля 1910 года. Смерть Комиссаржевской воспринималась обществом как масштабная трагедия. В течение недели двойной запаянный цинковый гроб с телом покойной следовал железной дорогой из Туркестанского края в Санкт-Петербург. Центральные газеты каждый день печатали отчёты о передвижении траурного поезда. В Москве, во время переноса гроба с Казанского на Николаевский вокзал, на Каланчёвской площади попрощаться с актрисой собрались десятки тысяч людей. Десятки тысяч встречали его и в Санкт-Петербурге. Была похоронена 20 февраля на Никольском кладбище Александро-Невской лавры.
17 сентября 1915 года состоялось открытие надгробия на могиле актрисы работы скульптора Марии Диллон.

Современники в большинстве своём были единодушны во мнении: М. Диллон изобразила актрису такой, какой они её помнят! Им запомнился этот характерный наклон фигуры и жест руки, «готовой отодвинуть незримый занавес», обретающий в бронзе символическое звучание. Им запомнились эти огромные, необычайной выразительности глаза. На лице Комиссаржевской печать усталости, следы раздумий и разочарований: Диллон изобразила её в последний, самый драматичный период жизни. И как притягателен этот взгляд, отражающий страдание чуткой и отзывчивой души актрисы, которую современники называли «чайкой русской сцены». Актриса стоит, в задумчивости прислонившись к каменной стеле, в её руке свёрнутая трубочкой бумага — текст роли. «У ног её, — пишет анонимный рецензент, — лежала мёртвая чайка, но по требованию духовенства теперь она заменена пальмовой ветвью». Другой журналист-современник считает, что в образе, созданном скульптором, не надо видеть Комиссаржевскую в роли Нины: это памятник самой актрисе, а не одной из её ролей.

Впоследствии, в 1936 году, состоялось перезахоронение в Некрополь мастеров искусств Тихвинского кладбища Александро-Невской лавры.

## Личная жизнь
В 1883 году вышла замуж за графа Владимира Муравьёва, художника-любителя, который завёл роман с сестрой Веры, Надеждой, на которой женился сразу после развода с Верой. После развода провела месяц в психиатрической клинике.
В 1887 году познакомилась с родственником Рахманинова, морским офицером Сергеем Ильичом Зилоти, большим почитателем театра и музыки. Несмотря на обручение, замужество не состоялось..
Затем был роман с Валерием Брюсовым.

## Адреса в Санкт-Петербурге
- 1906—1910 — гимназия О. К. Витмер — Английский проспект, 27, кв. 7
- Александринский театр

## Память
- В Санкт-Петербурге есть Академический драматический театр имени В. Ф. Комиссаржевской.
- В Уссурийске Приморского края её именем назван драматический театр, в котором Вера Фёдоровна гастролировала в октябре 1909 года[14].
- Новочеркасскому Театру драмы и комедии в 1964 году театру присвоено имя В. Ф. Комиссаржевской.
- В Воронеже есть улица Комиссаржевской и кафе «Вера Фёдоровна».
- В Донецке есть улица Комиссаржевской.
- В Тюмени есть улица Комиссаржевской.
- Вошла в «Список лиц, коим предложено поставить монументы в г. Москве и других городах Рос. Соц. Фед. Сов. Республики» Ленинского плана монументальной пропаганды.

### В филокартии и филателии

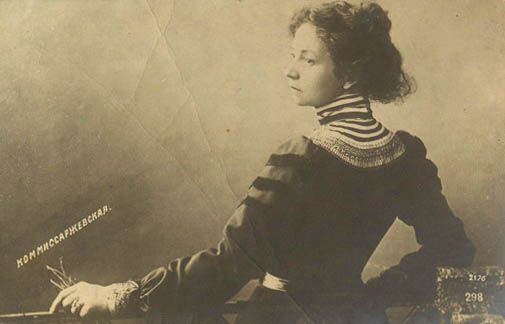
Вера Комиссаржевская на почтовой открытке
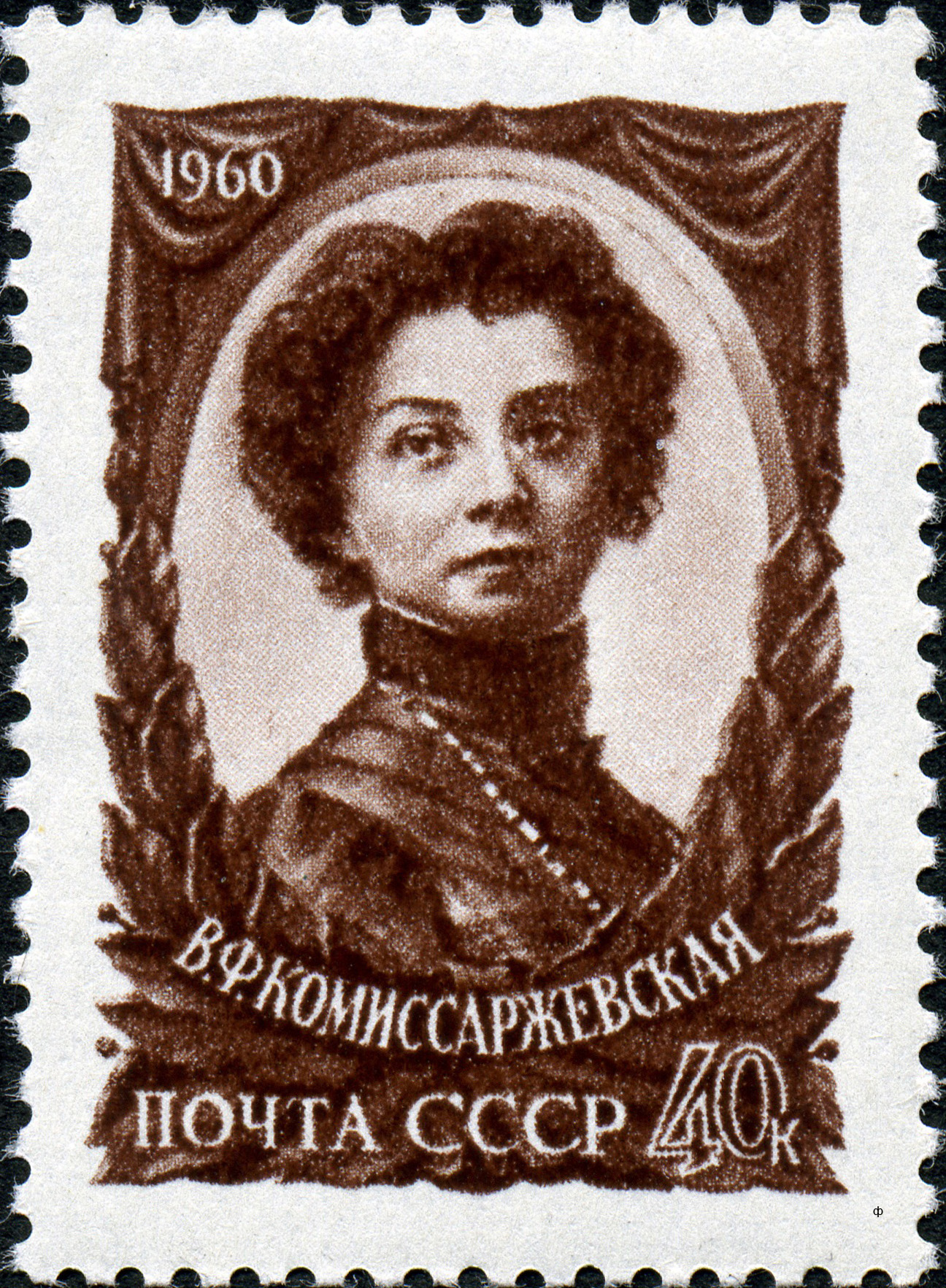
Почтовая марка СССР, 1960 год

## Образ в искусстве

### В музыке
- Памяти Комиссаржевской посвящёно сочинение Александра Кнайфеля «Вера» (вариации и станца для оркестра струнных инструментов, 1980).
- Пётр Гапон, вальс «Оборванные струны» 1913 год. Посвящён памяти Веры Фёдоровны Комиссаржевской.

### В литературе
- Александр Блок написал стихотворение «На смерть Комиссаржевской».
- Советский писатель Фёдор Кнорре написал в 1965 году рассказ «Озерки», главной героиней которого была Вера Комиссаржевская.

### В кино
- «Красный дипломат. Страницы жизни Леонида Красина» (1971), в роли Комиссаржевской — Ия Саввина.
- «Я — актриса» (1980) — фильм посвящён творчеству Веры Фёдоровны, режиссёр Виктор Соколов)[15]. В роли Комиссаржевской — Наталья Сайко.

## Публикации текстов и документов
- Комиссаржевская В. Ф. и др. Вера Фёдоровна Комиссаржевская : Письма актрисы. Воспоминания о ней. Материалы] / [Ред.-сост. А. Я. Альтцуллер]; [вступ. статья Ю. П. Рыбаковой]. Л. — М.: Искусство, 1964.
- Комиссаржевская В. Ф. и др. О Комиссаржевской: забытое и новое. Воспоминания, статьи, письма. — Всерос. театральное общ-во, 1965. — 300 с.